# Cornwall (Ontario)
Cornwall ist eine Stadt in Ost-Ontario, Kanada und zugleich der Sitz der Stormont, Dundas and Glengarry United Counties. Es ist die östlichste Stadt Ontarios gelegen am Sankt-Lorenz-Strom, dem Québec-Windsor-Korridor und dem Highway 401.
Cornwall liegt etwa 100 km südöstlich von Ottawa, Kanadas Hauptstadt, 100 km südwestlich von Montréal und 450 km nordöstlich von Toronto. Es grenzt im Westen an South Stormont, im Norden an South Dundas, im Osten an South Glengarry Südwesten an die USA (New York).  Die der Stadt vorgelagerte Insel Cornwall Island ist Teil eines Reservats der Akwesasne Mohawk Nation, welches ansonsten vollständig in New York bzw. Québec liegt. Der Grenzübergang auf der Insel sorgte 2009 für Spannungen zwischen den Akwesasne und den Kanadischen Behörden.
Die Stadt wurde nach der englischen Grafschaft Cornwall benannt.
In der Gemeinde lebt eine relevante Anzahl an Franko-Ontariern. Bei offiziellen Befragungen gaben mehr als 20 % der Einwohner an, Französisch als Muttersprache oder Umgangssprache zu verwenden. Obwohl die Provinz Ontario offiziell nicht zweisprachig ist, sind nach dem „French Language Services Act“ die Provinzbehörden verpflichtet ihre Dienstleistungen in bestimmten Gebieten, dazu gehört auch das „Stormont, Dundas and Glengarry United Countie“, zusätzlich in französischer Sprache anzubieten. Die Gemeinde selber gehört der Association française des municipalités d’Ontario (AFMO) an und fördert die französische Sprachnutzung auch auf Gemeindeebene.

## Söhne und Töchter der Stadt
- Albert Uriah Wyman (1833–1915), US-amerikanischer Bankier und Regierungsbeamter
- Newsy Lalonde (1887–1970), Eishockeyspieler
- Corb Denneny (1896–1963), Eishockeyspieler
- Duncan McNaughton (1910–1998), Leichtathlet
- Orval Tessier (1933–2022), Eishockeyspieler
- Bob Kilger (1944–2021), Politiker
- Ron Ward (* 1944), Eishockeyspieler und -trainer
- Joseph Luc André Bouchard (* 1948), römisch-katholischer Geistlicher, Bischof von Trois-Rivières
- Bruce Vogt (* 1950), Pianist und Musikpädagoge
- John Wensink (* 1953), Eishockeyspieler
- Alain Chevrier (* 1961), Eishockeytorwart
- Chad Kilger (* 1976), Eishockeyspieler
- Brock Miron (* 1980), Eisschnellläufer
- Scott Champagne (* 1983), Eishockeyspieler
- Jason Lepine (* 1985), Eishockeyspieler
- Brock McBride (* 1986), Eishockeyspieler
- Christina Julien (* 1988), Fußballspielerin